# Тридесетгодишна война
Тридесетгодишната война (на немски: Dreißigjähriger Krieg) обхваща времето от 23 май 1618 до 24 окт. 1648 г. Тя се състои от серия конфликти, които започват от владенията на австрийските Хабсбурги, разпростират се в цялата Свещена Римска империя и накрая въвличат по-голямата част от Европа. Това е последната от дългата поредица религиозни войни, започнали с появата на протестантството в началото на ХVІ в. Завършва с поражение на Хабсбургите (испански и австрийски) и техните стремежи за налагане на реална власт в империята и възстановяване на католическото единство на западния свят.

## Причини
Източниците на конфликта и целите на участниците са доста сложни и никое събитие не може с точност да бъде описано като главна причина за войната.

### Религиозни причини
В продължение на целия ХVІ век, в германските земи се водят религиозни конфликти, временно прекъсвани от съглашения и мирни договори между страните. През 1555 г. императорът на Свещената Римска империя Карл V подписва Аугсбургския мир, който затвърждава резултатите от Шпайерския райхстаг от 1526 г. и за повече от половин век слага край на войната между германските лутерани и католици. Някои от решенията, подписани от императора, са:
- Владетелите на 225 германски държави могат да избират религията (лутеранство или католицизъм) във владенията си, според съвестта си и да принудят своите поданици да я следват (на принципа cuius regio, eius religio – Чиято е властта, негова е и религията).
- В свободните имперски градове, където има лутеранска и католическа общност, те ще живеят във взаимно зачитане.
- Лутеранските градове в католически епископства и архиепископства могат да продължат да практикуват вярата си.
- Всички църковни земи, секуларизирани от протестанти до мира в Пасау през 1552 г., остават за тях, но подобен процес не се позволява вбъдеще; ако някой епископ или архиепископ премине към лутеранството, той не може да остане на поста си и да задържи приходите и правата си (това е клаузата „църковна резервация“, която не е приета от лутераните).

Макар че Аугсбургският мир временно прекратява военните действия, той не решава основния религиозен конфликт. В допълнение, през следващите години в Германия бързо се разпространява калвинизмът – протестантско учение, основано в Швейцария. Тази трета голяма вяра в региона не е призната по никакъв начин от условията на Аугсбургския мир, а има значителна роля.

### Политически причини
В края на ХVІ и началото на ХVІІ век, Свещената Римска империя се състои от над 200 различни по големина разпокъсани държави и наследствени владения, до голяма степен независими от централната власт. Императорът е избираем и след Златната була от 1356 г. – с номинална власт. Най-голямата териториална единица са владенията на Хабсбургите, които обхващат Ерцхерцогство Австрия и Кралство Чехия (наричано също Бохемия), както и малки земи по горното течение на Рейн. Под тяхна власт е и Унгария, но извън империята. Дори самите тези владения са хлабава конфедерация, обединена само от личността на общия владетел, но всяка малка единица има свои закони, представителни събрания и претенции. Чехия може да се смята за най-облагодетелстван и най-прогресивен район в Европа в икономическо отношение, градски живот, свобода на мисълта. Затова не е случайно, че именно там започва въстанието срещу деспотичния хабсбургски император.
Останалите държави в империята се стремят да утвърдят своята независимост и появата на протестантството им дава добра възможност за това. Като секуларизират църковните земи, те се отърсват от единия лост на централната власт за контрол – църквата. Правото да налагат своята вяра на поданиците си им дава голямо самочувствие. То ги кара да се възприемат като владетели, а не като богати собственици на земи. Ето защо когато след смазването на чешкото въстание Фердинанд ІІ започва да се държи като пълновластен господар в империята, те реагират и показват готовност да се съюзяват с враговете му.
Най-силни от тези държави са Бавария, Саксония, Бранденбург, Пфалц, Хесен и Брауншвайг. Някои от техните владетели са курфюрсти, тоест участват в избора на императора. Те ревностно пазят свободите, дадени им от Златната була. При последните слаби императори Рудолф II (1576 – 1612) и Матиас (1612 – 1619) те утвърждават полунезависимото си положение. При това се създават и политически съюзи в рамките на империята – Протестантския съюз (1608), начело с Фридрих V от Пфалц и Католическата лига (1609), основана от Максимилиан Баварски.

### Роля на съседните държави
По това време Европа е разделена на католически и протестантски лагер и много от старите конфликти се интерпретират вече като религиозни. Протестантските сили подкрепят събратята си в империята, католиците правят същото, както половин век по-рано се случва във Френските религиозни войни. Испания, която владее голяма част от Нидерландия и Бургундия, както и Милано в Италия (все земи в границите на империята) е силно заинтересувана от победата на братовчедите от Австрия. Тя воюва с разбунтувалите се Съединени провинции (Холандия) в изтощителната Осемдесетгодишна война. Франция има стара вражда с Хабсбургите (виж Войни между Хабсбурги и Валоа) и макар че е предимно католическа страна, е склонна от политически мотиви да подкрепи протестантите.
Англия подкрепя протестантите най-вече, за да се противопостави на Испания, но и защото Фридрих V е тъст на крал Джеймз І. Проблемите с парламента, които накрая достигат до граждански войни, попречват на тази страна да играе активна роля. Мястото ѝ заемат Дания и Швеция не само защото са населени с лутерани, но защото виждат в започналия конфликт възможност да се обогатят с нови земи и да разширят своето влияние.

## Предистория
Религиозното напрежение се увеличава през втората половина на ХVІ век. Аугсбургският мир започва да губи силата си, когато някои сменили вярата си епископи отказват да предадат диоцезите си, а Хабсбургите и католическите владетели на Свещената Римска империя и Испания се опитват да възстановят властта на католицизма в региона. Това е видно от Кьолнската война (1583 – 88) – конфликт, започнал с преминаването на архиепископа на Кьолн, Герхард фон Валдбург, към калвинизма. Тъй като той е курфюрст, това би могло да доведе до мнозинство на протестантите при избора на император – позиция, на която дотогава винаги е бил избиран католик.
В Кьолнската война католиците поставят свой курфюрст и се по-яростно прилагат пинципа cuius regio, eius religio. Това принуждава много лутерани да преминат към калвинизма. Това се случва в Пфалц (1560), Насау (1578), Хесен-Касел (1603) и Бранденбург (1613). В началото на ХVІІ век Швейцария и Холандия са предимно калвинистки. Императорите от тази епоха приемат положението, избягват религиозните конфликти, с което предизвикват гнева на крайните католици. Все пак няколко събития изострят религиозните отношения в империята – сблъсъците в град Донаувьорт (1606), Войната за Клевското наследство (1609), убийството на френския крал Анри ІV (1610).
Към 1617 г. вече е видно, че император Матиас ще умре без наследник и земите му ще преминат към най-близкия му роднина от мъжки пол – братовчед му, ерцхерцог Фердинанд II Австрийски, кронпринц на Чехия. Със споразумението, постигнато от испанския посланик Оняте, испанският крал Филип III се съгласява на тази приемственост.
Фердинанд, който е йезуитски възпитаник, е ревностен католик, желаещ да наложи религиозно единство в земите си. Това го прави крайно непопулярен в протестантска (предимно хуситска) Чехия, макар Фердинанд да е избран за кронпринц на страната през 1617 г. Настроенията на населението се прибавят към обидата, която благородниците нанасят на Фердинанд – на 23 май 1618 г. в Прага, представителите на кронпринца са изхвърлени през прозорец на градския замък в купчина конска тор. Така наречената Пражка дефенестрация провокира открит бунт в Чехия и дава началото на Тридесетгодишната война.

## Развитие на войната

### Чешко-пфалцки период (1618–1623г.)
Основна статия: Чешко-пфалцки период
Войната започва с недоволство на протестантските благородници в Чехия (под властта на Хабсбургите) срещу католическия крал Фердинанд (по-късно свещен римски император Фердинанд II). Войната се разпростира в Европа, заради неспособността на германските държави да действат единодушно и амбициите на другите страни в Европа.
Въстанието на чехите избухва в Прага, където представителите на императора са изхвърлени през прозореца (Втора пражка дефенестрация) от депутатите на чешкото събрание (май 1618 г.). Фердинанд е обявен за детрониран и престолът е предложен на курфюрста на Пфалц – Фридрих V. Въстанието обхваща и други владения на Хабсбургите – Силезия, Моравия, а Габриел Бетлен напада земите им от Трансилвания. Армията на Католическата лига, командвана от граф фон Тили, помага на имперските войски да потушат въстанието в Чехия, побеждавайки въстаническата армия при Бялата планина (ноември 1620 г.). Йохан Георг Саксонски, лидер на немските протестантски принцове, поддържа Фердинанд II. Фридрих V, наричан „зимният крал“, губи короната на Чехия, след което започват репресии. Войната продължава в Пфалц, където оцелелите сили на Мансфелд се спасяват.
Тили последва протестантите и им нанася нови поражения – при Вимпфен и Хьохст (1622) и накрая при Щатлон. Земите на Фридрих V са конфискувани и Горен Пфалц, заедно с мястото в събранието на курфюрстите, са дадени на Максимилиан Баварски. С напускането на германските земи от страна на Фридрих V този етап на войната завършва. Изглежда, че императорът е надвил враговете си.

### Датски период (1625–1629г.)
Основна статия: Датски период
С тази фаза на войната конфликтът се превръща от германски в европейски. Кралят на Дания Кристиан IV се включва във войната, поради страх от засилване на мощта на Хабсбургите в Северна Германия. Официално той посочва религиозни причини за участието си, но в действителност цели да разшири владенията си в Германия. Англия и Холандия подпомагат с финансови субсидии протестантските съюзници, като Англия изпраща и няколко хилядна армия. Кристиан IV нахлува в Германия. Имперският генерал Албрехт фон Валенщайн побеждава Ернст фон Мансфелд при моста в Десау (1626). Малко по-късно на датския крал е нанесено тежко поражение от Тили при Лутер (днес Лутер-ам-Баренберге – село в германската провинция Долна Саксония).
Валенщайн потегля към Ютландия и нахлува в Дания, но е победен при Щралзунд (1628 г.). През 1629 г. Дания сключва мирен договор, с който излиза от войната и предава северногерманските епархии. Сега Фердинанд е признат за безспорен господар на империята, той може тактично да намали силата на протестантите и дори да наложи абсолютизъм, но решава да действа грубо. Той издава т. нар. Реституционен едикт, с който отнема титлите на протестантските владетели, придобити след 1552 г. Това събужда отново съпротивата на германските протестантски принцове.

### Шведски период (1630–1635г.)
Основна статия: Шведски период
През 1630 г. шведският крал Густав II Адолф  се включва във войната. Той се страхува, че амбициите на Фердинанд II могат да застрашат шведския контрол над Балтийско море. Като протестантски крал, той се обявява в защита на протестантите, но получава подкрепа и от католическа Франция, която се управлява от кардинал Ришельо. Шведската армия нахлува в Германия. Междувременно Фердинанд II е убеден да освободи от армията Албрехт фон Валенщайн (1630 г.), който има врагове в императорския двор. Тили, който отново оглавява имперските войски, превзема Магдебург и го разорява. Това убеждава колебаещите се протестантски принцове и особено саксонския курфюрст да подкрепят шведите.
Обединените сили (шведи и саксонци) разгромяват Тили при Брайтенфелд (1631 г.) и установяват контрол над Северна Германия. Густав II Адолф напредва и Тили е победен и смъртоносно ранен при Лех (1632 г.). Валенщайн отново е призован от императора. Той побеждава саксонците и среща шведите при Люцен (ноември 1632 г.). Там шведите побеждават, но Густав II Адолф е убит и антихабсбургската коалиция е дезорганизирана. След поражението си Валенщайн става пасивен и влиза в тайни преговори с противника. Междувременно способният антиимперски генерал Бернхард фон Сакс-Ваймар побеждава при Регенсбург (1633 г.).
Валенщайн е убит през 1634 г. след заговор на Фердинанд II. Скоро имперските сили, под командването на Галас побеждават Сакс-Ваймар при Ньордлинген (февруари 1634 г.). Германия е в икономическа криза, земите ѝ са опустошени и пропити с кръв. Общото желание за мир, води до договора в Прага (1635 г.). Това споразумение променя Реституционния едикт и помирява католици и протестанти. Приет е от почти всички германски принцове и свободни градове. Обединената имперска армия трябва да воюва срещу шведите в Германия. Общият мир изглежда предстои, но Ришельо не може да се съгласи с възстановяване на силата на Хабсбургите.

### Френско-шведски период (1635–1648г.)
Основна статия: Френско-шведски период
Франция влиза официално във войната през 1635 г. Шведският канцлер Аксел Оксенщиерна се съюзява с Ришельо, за да запази позициите на Швеция в Германия. Започва последният етап на войната, която обхваща почти цяла Европа: Холандия и Франция се противопоставят на Испания, Франция и Испания водят паралелна война (виж Френско-испанска война); в това време Португалия се бори за независимост от Испания, а Дания атакува Швеция.
Австрийската армия нахлува във Франция и постига временен успех (1636). Последвалият период обаче е крайно неуспешен за императора. Бернхард фон Сакс-Ваймар и шведският генерал Банер печелят серия победи, като се започне от успеха на Банер при Витщок. Сакс-Ваймар провежда редица успешни кампании и превзема крепостта Брайзах (в днешната провинция Баден-Вюртемберг), считана за една от най-непристъпните в Европа (1638 г.). Междувременно през 1637 г.император Фердинанд II е наследен от сина си Фердинанд III, който не е такъв краенн католик и е по-склонен към компромис. Смъртта на Ришельо през 1642 г. също не променя курса на френската политика, тъй като е наследен от друг противник на Хабсбургите – кардинал Джулио Мазарини.
През 40-те годинина сцената излизат нови големи военачалници – шведският генерал Ленарт Торщенсон и французите принц Луи дьо Конде и виконт дьо Тюрен. Торщенсон побеждава императорската армия във втората битка при Брайтенфед през 1642 г., където му се противопоставя генерал Галас. Временно зает във война с Дания, през 1645 г. той се връща в Германия и побеждава Хабсбургите при Хатцвелд и Янкау (днес чешкото село Янков в окръг Бенешов). Междувременно Конде (на 22 години) побеждава цвета на испанската пехота при Рокроа (1643 г.). През 1645 г. Конде и Тюрен печелят нова голяма победа при Ньордлинген. Австрия е разгромена и противникът е близо до Виена. Най-силният ѝ съюзник – Бавария е окупирана. Последната победа е отново на Конде – при Ланс през 1648 г., само няколко месеца преди подписването на мирните договори.

### Вестфалски мирни договори
Основна статия: Вестфалски мирен договор
Преговорите за мир започват още през 1641 г., но липсата на категоричен успех на някоя от страните води до твърде дългото им проточване. Започналата в Испания криза (финансов колапс, бунтове в Португалия и Каталуния) убеждава нейното правителство, че мирът е крайно необходим. Не е по-добро положението и в Австрия, която се намира на ръба на катастрофата. Бавария и Саксония първи напускат войната. Бавария е окупирана и разорена. Швеция навлиза в остра вътрешна криза, тъй като кралица Кристина (дъщеря на Густав Адолф) не крие симпатиите си към католиците. И Франция е изтощена, защото години наред е финансирала чужди и свои армии.
През 1646 г. условията на Париж и Стокхолм за мира стават ясни. Фердинанд ІІІ ги отхвърля. Скоро обаче той се вижда принуден да ги приеме, макар и редуцирани. Решава се мирът с Швеция и Франция да се сключи в два различни града. Към подписаните два договора се добавя и трети. Така картината на договорите става следната:
- мир между Испания и Обединените провинции на Нидерландия на 30 януари 1648 г. в Мюнстер;
- мир между Свещената римска империя и Франция на 24 октомври 1648 г. в Мюнстер;
- мир между Свещената римска империя и Швеция на 24 октомври 1648 г. в Оснабрюк.

Франция поличава трите епископства Мец, Тул и Вердюн, окупирани през 1552 г., крепостите Филипсбург и Брайзах край Рейн и Пинероло в Италия, както и южната част на Елзас. Швеция взема западна Померания с Щетин, епископствата Бремен и Верден (така може да контролира устията на реките Одер, Елба и Везер) и 5 млн. талера контрибуция. Саксония получава Лузатия, Бавария – Горен Пфалц и се потвърждава курфюрстката титла на владетеля ѝ. Долен Пфалц се връща на сина на Фридрих V, заедно с правото да е курфюрст. Бранденбург завзема източна Померания, откъдето има достъп до морето. Швейцария и Обединените провинции излизат от състава на империята. Хабсбургите правят почти всички отстъпки не от личните си владения, а от съставните части на империята, така че запазват силата и влиянието си.
Договорите съдържат и религиозни клаузи. Реституционният едикт и договорът от Прага се обезсилват. Правата на лутераните и калвинистите са гарантирани по начин, който напомня за Аугсбургския мир. Потвърждава се и правото на принцовете да определят религията в своите владения, докато в свободните имперски градове се допускат всякакви религиозни общности.

## Последици
Политически войната е провал на Хабсбургите да превърнат Германия в своя абсолютна монархия. Вместо това тя се развива като конфедерация от по-малки монархии, от които най-важна остава Австрийската монархия. Там императорът (вече съвсем фиктивен) управлява като действителен владетел. Религиозно, тя е неуспех да се разпространи контрареформацията в цяла Германия и да се върне към католицизма. Що се отнася до Австрия, Чехия и Унгария силното някога протестантско движение е разбито и броят на последователите му бързо намалява. Католическата църква в южна и източна Германия показва толерантност към еретиците и възстановява много от авторитета си. Тя е заклеймена от папата, който безуспешно се възпротивява на мира от Вестфалия (издава булата Zelo Domus Dei, 20 ноември 1648).
Социални и икономически Тридесетгодишната война се отразява тежко на Германия. Загиват много хора, хиляди имоти са унищожени от шестващите армии, западат и изчезват цветущи преди градове, търговията е в стагнация, селяни се закрепостяват, населението намалява, наблюдава се голяма вътрешна миграция. В цифри това се изразява така: около 50% от територията е разорена, 25 – 40% е спадът на населението. Само шведите по време на своите походи разрушават 2000 замъка, 18 000 села и 1500 градове – една трета от всичките в Германия. От една страна това е част от общата криза на Европа през ХVІІ век, но по оценки на съвременни историци традиционната печална картина е преувеличена. Има и изследвания, според които стандартът на живот всъщност се е повишил към 1660 г. спрямо 1600.